# Richard Campbell (músico)
Richard John Campbell (Londres, 21 de febrero de 1956 – 8 de marzo de 2011) fue un músico clásico británico, conocido por ser miembro fundador del grupo Fretwork y por su nueva asociación con el Feinstein Ensemble, especializándose en la interpretación históricamente precisa de la música del siglo 18.

## Biografía
Campbell fue al Marlborough College y al Peterhouse, Cambridge, donde estudió Filología Clásica. Después de no rechazar la plaza de profesor de Latín, fue a estudiar al Conservatorio Real de La Haya y al Guildhall.
Con Fretwork, grabaría 31 álbumes, e hizo las bandas sonoras de películas como Coffee and Cigarettes y The Da Vinci Code. Fretwork es conocido por sus giras mundiales y, además de las actuaciones de música antigua, por encargar nuevas composiciones para viola.
Campbell fue profesor de viola da gamba y violón en el Royal Academy of Music. Como solista de gamba se asoció desde 1981 con el solista Sir John Eliot Gardiner y sus interpretaciones de J. S. Bach y François Couperin. Fue intérprete de solista de gamba y violonchelista con conjuntos como Northern Sinfonia, la orquesta de The Sixteen, Ex Cátedra de Birmingham, la City of London Sinfonia, la St James's Baroque Players, Florilegium y Paul McCreesh. Fue miembro fundador de Jakob Lindberg's Dowland Consort, Philip Picket's Musicians of the Globe and, Charles Humphries's ensemble Kontraband.